# Nordvision

Países miembros o asociados a Nordvision

Nordvision es una red de radiodifusión establecida en 1959, entre las cinco empresas de radiodifusión nórdicas. Su función principal es la coproducción e intercambio de programas de televisión. Su secretariado está en Copenhague, en el DR Byen.

## Miembros
- Danmarks Radio
- NRK
- RÚV
- Sveriges Television
- Yleisradio

### Miembros asociados
- Kalaallit Nunaata Radioa
- Kringvarp Føroya
- Sveriges Utbildningsradio